# 파이팅 포스
파이팅 포스(Fighting Force)는 코어 디자인이 개발하고 Eidos가 배급한 1997년 3D 진행형 격투 게임이다. 플레이스테이션 (콘솔), 마이크로소프트 윈도우, 닌텐도 64용으로 출시되었다. 툼레이더의 상업적 성공으로 인해 코어(Core)가 스타 개발사가 된 직후 발표된 이 파이팅 포스는 기대치는 높았으나 혼재된 평가를 마주했다.

## 평가
| 평론 점수 평론사 점수 N64 PS 에지 N/A 6/10 [ 1 ] EGM 3.25/10 [ 2 ] 7.625/10 [ 3 ] 패미츠 N/A 25/40 [ 4 ] 게임 인포머 6.75/10 [ 5 ] 6.5/10 [ 6 ] 게임 레볼루션 D [ 7 ] N/A 게임팬 58% [ 8 ] [ a ] 71% [ 9 ] [ b ] 게임스팟 4/10 [ 10 ] 5.3/10 [ 11 ] 하이퍼 65% [ 12 ] 65% [ 13 ] IGN 6.4/10 [ 14 ] 5.5/10 [ 15 ] N64 매거진 26% [ 16 ] N/A 넥스트 제네레이션 N/A [ 17 ] 닌텐도 파워 6.7/10 [ 18 ] N/A OPM (US) N/A [ 19 ] 통합 점수 게임랭킹스 55% [ 20 ] 64% [ 21 ] |         |          |
| 평론 점수 |         |          |
| 평론사 | 점수    | 점수     |
| 평론사 | N64     | PS       |
| 에지 | N/A     | 6/10     |
| EGM | 3.25/10 | 7.625/10 |
| 패미츠 | N/A     | 25/40    |
| 게임 인포머 | 6.75/10 | 6.5/10   |
| 게임 레볼루션 | D       | N/A      |
| 게임팬 | 58%     | 71%      |
| 게임스팟 | 4/10    | 5.3/10   |
| 하이퍼 | 65%     | 65%      |
| IGN | 6.4/10  | 5.5/10   |
| N64 매거진 | 26%     | N/A      |
| 넥스트 제네레이션 | N/A     | [ 17 ]   |
| 닌텐도 파워 | 6.7/10  | N/A      |
| OPM (US) | N/A     | [ 19 ]   |
| 통합 점수 |         |          |
| 게임랭킹스 | 55%     | 64%      |